# Robert A. M. Stern
Pour les articles homonymes, voir Stern.
Robert Arthur Morton Stern, né le 23 mai 1939 à Brooklyn, est un architecte américain de renommée mondiale.
Son style architectural est qualifié de post-moderne.
Il a été nommé membre du directoire de la Walt Disney Company en 1992

## Formation et carrière
Robert Arthur Morton Stern obtient un baccalauréat universitaire à l’université Columbia en 1960 puis en 1965 une maîtrise en architecture à |’université Yale. Stern travaille ensuite comme dessinateur dans l’agence de Richard Meier en 1966, avant de créer en 1969 la société Stern & Hagmann avec un camarade de ses études à Yale, John S. Hagmann. En 1977 il fonde l’agence Robert A. M. Stern Architects (RAMSA). Après avoir été professeur en architecture à l’université Columbia et directeur du Columbia's Temple Hoyne Buell Center for the Study of American Architecture, il devient doyen à l’université Yale.

## Principales réalisations

### Disney
Il a conçu pour la société Disney ou associés :
- en Californie:
  - Feature Animation Building (1994)[1]
- en Floride:
  - Walt Disney World Casting Center (1989)
  - Disney's Yacht & Beach Club Resort (1990)
  - Disney's BoardWalk Resort (1996)
  - Plan de masse de la ville Celebration (1997)
- au Japon:
  - Disney's Ambassador Hotel (1996)
- en France
  - Espace Euro Disney (1990)[1]
  - Disney's Newport Bay Club (1992)[1]
  - Disney's Hotel Cheyenne (1992)[1]
  - Quartier de la Gare à Val d'Europe (2001)

### Gratte-ciel

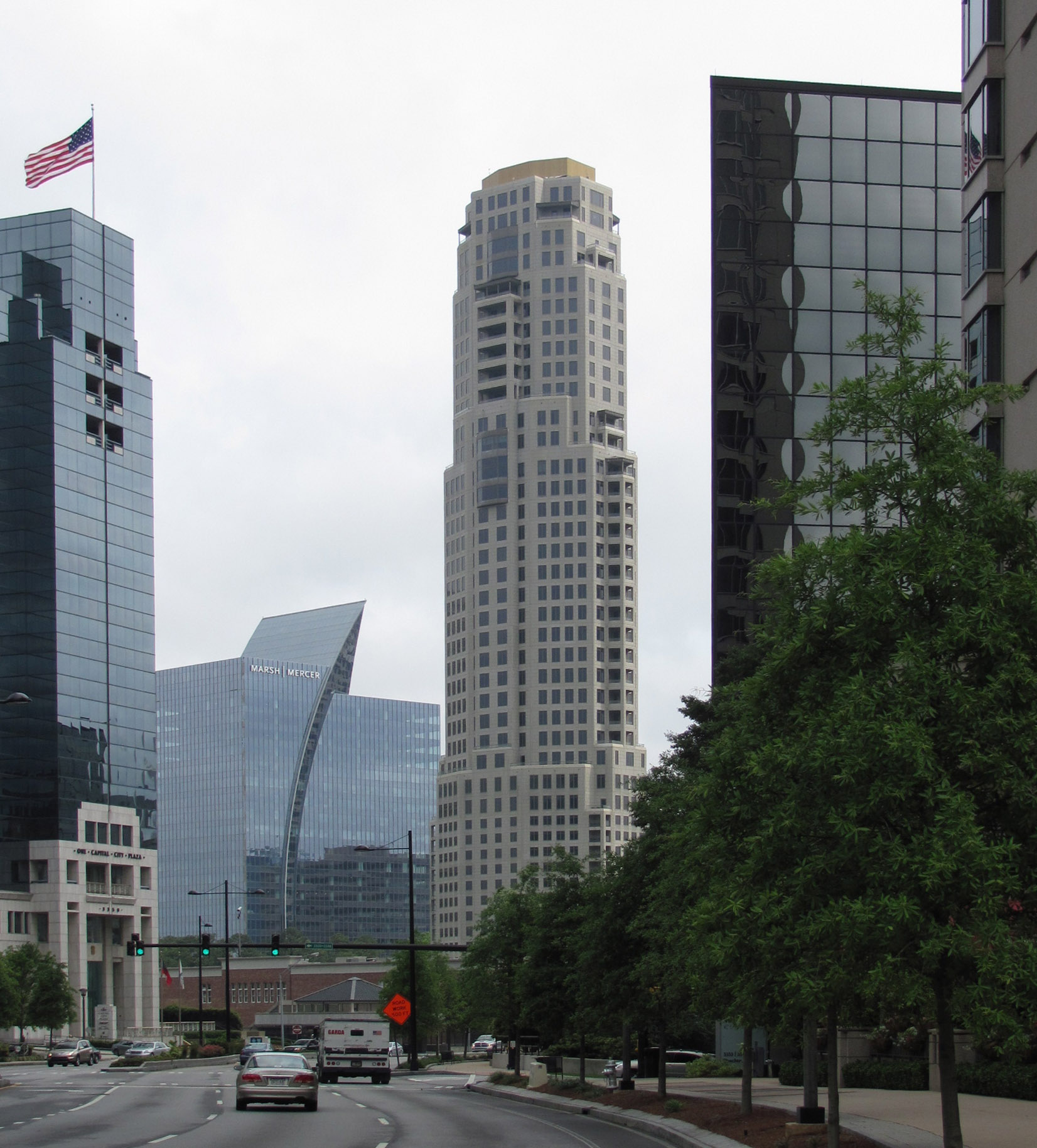
The mansion on Peachtree

Robert Stern a conçu plus d'une douzaine de gratte-ciel, parmi lesquels;
- Chatham Condominiums, New York, 109 mètres de hauteur, 2000
- Torre Almirante, Rio de Janeiro, Brésil, 120 mètres de hauteur, 2000
- The mansion on Peachtree, Atlanta, 177 mètres de hauteur, 2008
- Comcast Center (Philadelphie), 297 mètres de hauteur, 2008
- One St. Thomas, Toronto, Canada, 106 mètres de hauteur, 2008
- The Century, Los Angeles, 146 mètres de hauteur, 2009
- 10 Rittenhouse Square, Philadelphie, 121 mètres de hauteur, 2009
- 50 Connaught Road Central, Hong Kong, 136 mètres de hauteur, 2011
- Tour Carpe Diem, Paris (La Défense), 166 mètres de hauteur, 2013
- Heart of Lake, Xiamen, Chine, 2013
- 30 Park Place, New York, 286 mètres de hauteur, 2016
- Vanke Metropolis, Hangzhou, Chine, 120 mètres de hauteur, 2018
- The Alexander, Philadelphie, États-Unis,  116 mètres de hauteur, 2018

## Bibliothèque présidentielle
- - George W. Bush Presidential Center, à Dallas (Texas), États-Unis